# Swallowfield
Swallowfield – wieś w Anglii, w hrabstwie ceremonialnym Berkshire, w dystrykcie (unitary authority) Wokingham. Leży 9 km na południe od centrum miasta Reading i 60 km na zachód od centrum Londynu.